# Monica Rodrigo
Monica Vera Patricia Rodrigo, född 8 februari 1962, var generaldirektör för Ekobrottsmyndigheten (EBM) i Sverige mellan 1 mars 2018 och 30 september 2024.
Monica Rodrigo har en juristexamen från Stockholms universitet. Hon var generaldirektör för Rättsmedicinalverket åren 2015 till 2018. Under åren 2011 till 2015 var hon expeditions- och rättschef på Arbetsmarknadsdepartementet. Hon har även arbetat som chefsjurist vid både Rikspolisstyrelsen och Ekobrottsmyndigheten (2005–2010) och som bolagsjurist vid Stockholmsbörsen. Under hösten 2023 meddelades att regeringen inte förlänger hennes förordnande som generaldirektör. Därefter har tjänsten som GD lysts ut offentligt på regeringens webbplats. Rodrigo slutar den sista september 2024.